# Laurent Jalabert

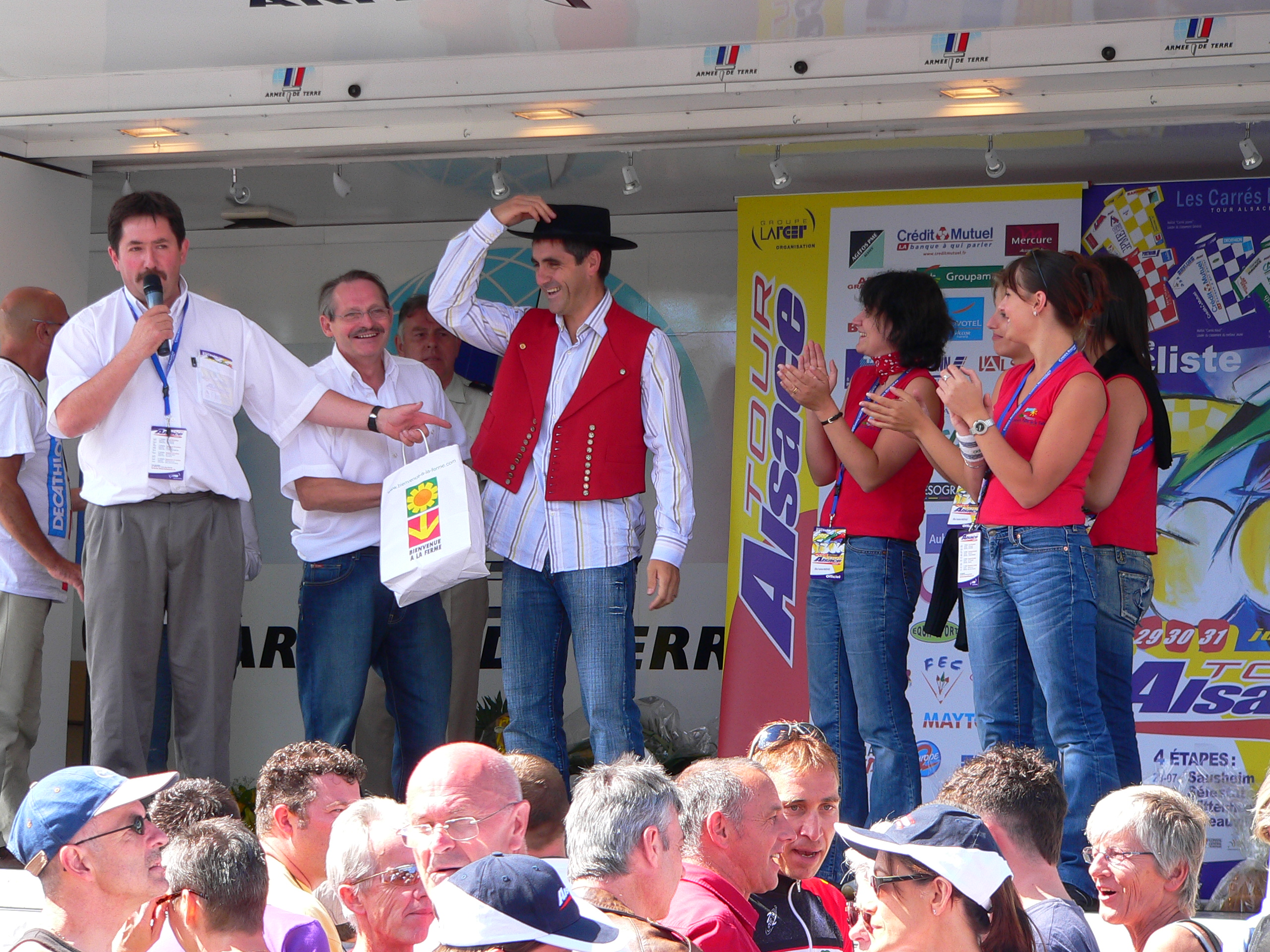
Laurent Jalabert, Ankunft des Tour d'Alsace (Elsass Rundfahrt) an der Ballon d'Alsace, 2005

Laurent Jalabert (* 30. November 1968 in Mazamet, Département Tarn) ist ein ehemaliger französischer Radrennfahrer und einer der erfolgreichsten Radprofis der 1990er Jahre.

## Sportlicher Werdegang
Jalabert, von seinen französischen Fans „Jaja“ genannt, war zunächst vor allem als Sprinter erfolgreich und gewann bei der Tour de France zweimal das Grüne Trikot (1992 und 1995).
Ab der zweiten Hälfte der 90er Jahre war Jalabert einer der vielseitigsten Fahrer im Radsport. Zwischen 1995 und 2000 war er mit kurzen Unterbrechungen die Nummer 1 der UCI-Weltrangliste. Dabei war er vor allem als Klassikerjäger und auf kürzeren Rundfahrten erfolgreich. 1995 gewann er nach fünf Etappensiegen auch die Gesamtwertung der schweren Vuelta a España. Im gleichen Jahr stand am französischen Nationalfeiertag der Anstieg an der Côte de la Croix-Neuve zum ersten Mal auf dem Programm der Tour de France. Jalabert griff aus einer Spitzengruppe an und erreichte als Sieger den Zielort Mende. Zehn Jahre später bekam der Berg zu Ehren des Franzosen den Beinamen Montée Laurent Jalabert. Bei der Tour 1995 trug Jalabert zwei Tage lang das gelbe Trikot, auch in anderen Jahren führte er zeitweise die Gesamtwertung an, kam aber am Ende der Rundfahrt nie über einen vierten Platz hinaus. 1997 gewann er das Einzelzeitfahren der Straßenrad-Weltmeisterschaften.
Gegen Ende seiner Karriere änderte der französische Rennfahrer beim Team CSC von Bjarne Riis seine Taktik und gewann bei der Tour de France zweimal das Trikot des besten Bergfahrers (2001, 2002). Neben ihm konnten nur Eddy Merckx und Bernard Hinault in ihrer Karriere sowohl das Grüne Trikot der Sprinter als auch das gepunktete Trikot der Bergfahrer bei dieser Rundfahrt gewinnen. Insgesamt gelangen Laurent Jalabert vier Etappensiege bei dem wichtigsten Etappenrennen der Welt (1992, 1995, 2× 2001).
Laurent Jalabert trat nach der Saison 2002 vom Radsport zurück und widmete sich dem Marathonlauf (2:55 Stunden beim New-York-City-Marathon 2005) sowie dem Triathlon, wo er 2010 bei Ironman-70.3-Wettbewerben über die halbe Ironman-Distanz startete (1,9 km Schwimmen, 90 km Radfahren und 21,1 km Laufen). Er startete jeweils zwei Mal bei der Ironman WM 70.3 und bei der Langdistanz Ironman WM auf Hawaii.

## Nationaltrainer
Von 2008 bis 2013 war Jalabert als französischer Nationaltrainer tätig. Bei einem Unfall im März 2013 stieß Jalabert in der Nähe von Montauban auf seinem Fahrrad mit einem Auto zusammen und erlitt mehrere Knochenbrüche. Wenige Wochen nach seinem Unfall trat er als Nationaltrainer zurück. Als Grund gab er mangelnde Unterstützung durch den französischen Verband an.

## Dopingvorwürfe
Ende Juni 2013 berichtete die französische Sporttageszeitung L’Équipe bei einem 2004 vorgenommenen Nachtest einer Dopingprobe Jalaberts bei der Tour de France 1998 sei EPO nachgewiesen worden. Jalabert, der am 14. März 2013 gegenüber der Anti-Doping-Kommission des französischen Senats unter Eid bestritten haben soll, während seiner Karriere als Radprofi illegale Handlungen vorgenommen zu haben, aber durchblicken ließ, eventuell unwissentlich gedopt worden zu sein, äußerte sich nach Bekanntwerden des Berichts, er wisse nicht, ob es wahr sei.

## Palmarès
1989
- Tour d’Armorique

1990
- Paris–Bourges

1991
- Rad-Weltcup

1992
- eine Etappe und  Punktewertung Tour de France
- Weltmeisterschaften – Straßenrennen

1993
- Gesamtwertung und zwei Etappen Mallorca Challenge
- Trofeo Luis Puig
- Vuelta a la Rioja
- Classica de Alcobendas

1994
- sieben Etappen und Punktewertung Vuelta a España

1995
- Gesamtwertung Paris–Nizza
- Mailand–San Remo
- Gesamtwertung Katalonien-Rundfahrt
- La Flèche Wallonne
- Gesamtwertung Critérium International
- eine Etappe und  Punktewertung Tour de France
- Gesamtwertung, fünf Etappen, Punktewertung und Bergwertung Vuelta a España

1996
- Gesamtwertung Mallorca Challenge
- Gesamtwertung Valencia-Rundfahrt
- Gesamtwertung Paris–Nizza
- Classique des Alpes
- Gesamtwertung Grand Prix Midi Libre
- Gesamtwertung Route du Sud
- Classic Haribo
- zwei Etappen und Punktewertung Vuelta a España

1997
- Gesamtwertung und eine Etappe Mallorca Challenge
- Gesamtwertung Paris–Nizza
- Mailand–Turin
- Gesamtwertung Burgos-Rundfahrt
- Weltmeisterschaft – Einzelzeitfahren
- Lombardei-Rundfahrt
- La Flèche Wallonne
- Escalada a Montjuïc
- zwei Etappen und Punktewertung Vuelta a España

1998
- Tour du Haut-Var
- Tour des Asturies
- Französische Meisterschaften – Straßenrennen
- Classique des Alpes

1999
- Gesamtwertung Baskenland-Rundfahrt
- Gesamtwertung Tour de Romandie
- drei Etappen, Punktewertung Giro d’Italia
- Prueba Villafranca de Ordizia
- Gesamtwertung Setmana Catalana
- GP de Villafranca de Ordizia

2000
- Gesamtwertung Tour Méditerranéen
- Gesamtwertung Setmana Catalana

2001
- Clásica San Sebastián
- zwei Etappen,  Bergwertung und  kämpferischster Fahrer Tour de France

2002
- Tour du Haut-Var
- Clásica San Sebastián
- Coppa Agostoni
- Bergwertung und  Kämpferischster Fahrer Tour de France

## Auszeichnungen
- Vélo d’Or international 1995
- Zweiter Vélo d’Or international 1997
- Vélo d’Or national (1992, 1995, 2002)
- Mendrisio d'Oro (1995)